# Falsomordellistena discolor
Falsomordellistena discolor är en skalbaggsart som först beskrevs av Melsheimer 1845.  Falsomordellistena discolor ingår i släktet Falsomordellistena och familjen tornbaggar. Inga underarter finns listade i Catalogue of Life.